# Günther Antal
Günther Antal (Székesfehérvár, 1847. szeptember 23. – Budapest, 1920. február 24.) magyar újságíró, ügyvéd, országgyűlési képviselő, igazságügy-miniszter.

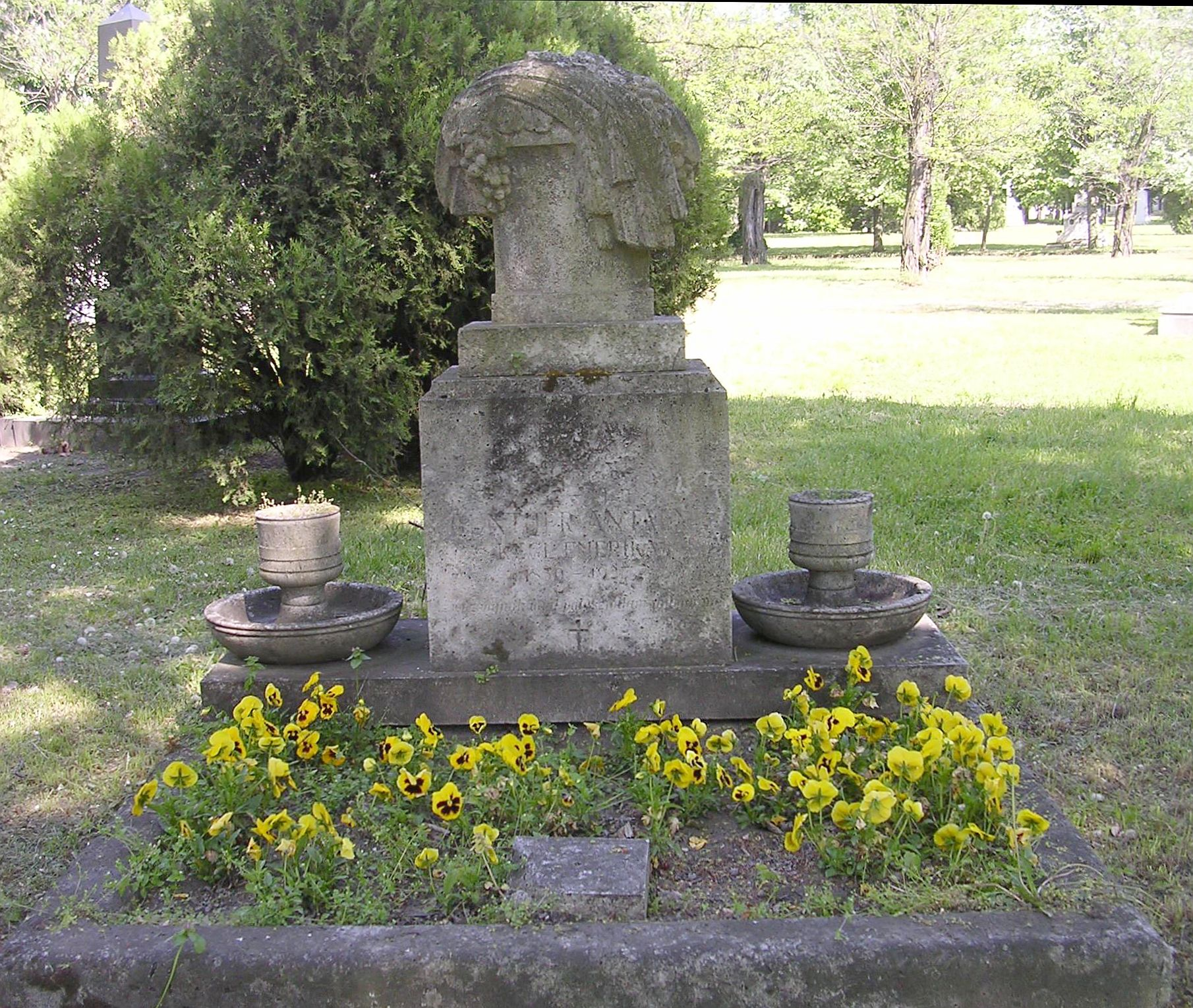
Sírja a Fiumei úti sírkertben

## Életpályája
Szülei Günther Alajos és Gärtner Janka voltak. Tanulmányait Székesfehérváron végezte el. 1862-ben a kegyes tanítórendbe lépett. 1865-ben Nagykanizsán tanított. 1867–1894 között az országgyűlési gyorsíróirodában dolgozott. 1868-ban beutazta Európát, kilépett a piarista rendből, majd jogot végzett. 1871–1894 között a Pesti Napló munkatársa volt. 1874-ben ügyvéd lett. 1875–1876-ban a Magyar Gyorsíró című lapot szerkesztette. 1894–1896 között a Nemzeti Újság felelős szerkesztője volt. 1896–1900 között a Hazánk című lapba írt cikkeket. 1896–1897-ben az Alkotmány főmunkatársa volt.

### Politikai pályafutása
1901–1909 között szabadelvű programmal országgyűlési képviselő (1901–1905: Magyaróvár, 1905–1909: Igló) volt. 1903–1905 között az Apponyi Albert híveként a Szabadelvű Párt, az újjászervezett Nemzeti Párt tagja volt. 1905–1909 között a Függetlenségi és ‘48-as Párt tagja volt. 1906–1907-ben az Igazságügyi Minisztérium államtitkára volt.  1907–1909 között a Magyarország igazságügy-minisztere (Második Wekerle-kormány) volt. 1909–1920 között a Magyar Királyi Kúria elnökeként tevékenykedett. 1909–1918 között a Főrendiház tagja, 1917–1918-ban első alelnöke volt.
Sírja a Fiumei úti sírkertben található (10/1-1-21).

## Művei
- Franczia nyelvtan iskolai és magán használatra (1868)
- Gyorsírási Oktató Levelek (Pest, 1871)
- Az anya könyve (1876)
- Az immunitás (1886)